# Fred Morris
Frederick Morris, noto come Fred Morris (Tipton, 27 agosto 1893 – Tipton, 4 luglio 1962), è stato un calciatore inglese, di ruolo attaccante.

## Carriera
Giocò per la maggior parte della carriera nel West Bromwich Albion, con cui vinse il campionato inglese nel 1920 laureandosi contemporaneamente capocannoniere della competizione.

## Palmarès

### Competizioni nazionali
- Campionato inglese: 1

West Bromwich: 1919-1920
- Charity Shield: 1

West Bromwich: 1920

### Individuale
- Capocannoniere della First Division: 1

1919-1920